# 황응
황응(黃鷹, 1956년 10월 28일 ~ 1991년 10월 29일)은 홍콩의 유명한 무협 소설가이다. 원명은 황해명 (黃海明)이고, 《천잠변 (天蠶變)》이란 소설로 유명하다. 1985년부터 영화감독을 맡았다. 1991년 10월 29일 홍콩에서 병으로 별세.

## 대표 작품
<천잠변> = 1979년 홍콩 RTV (現 ATV)에서 서소강, 묘가수, 여안안 주연에 소생 감독으로 드라마로 만들어져 큰 인기를 얻었다. 속집 <천잠재변>도 있다. 소설의 주인공인 운비양 (雲飛陽)이 쓰는 천잠신공 (天蠶神功)이란 무공은 홍콩내에서도 잘 알려져 있다.
<천잠재변 (天蠶再變)> = 1984년 중화민국 CTS에서 드라마로 만들어졌다. (주연: 장복건, 고관충, 남문청 / 감독: 진열, 손덕화 / 총감독: 후백위) 그리고 1991년 홍콩 ATV에서 만든 <천잠변-재여천비고 (天蠶變 續集 - 再與天比高)>도 있다. (주연: 서소강, 나열 / 감독: 소생)
<대협심승의 (大俠沈勝衣)> = 1979년 홍콩 RTV에서 드라마로 만들어진 적이 있고, (주연: 서소강, 마민아) 1984년 중화민국 CTS에서 다시 만들어졌다. (주연: 장진환, 요려령, 용륭) 또 영화도 있다. (초원 감독)

## 제작진 & 출연 작품
1980년 명검 (名劍) - 극본, 원작, 고사
1980년 귀타귀 (鬼打鬼) - 극본
1980년 도장 (賊贓) - 극본
1980년 무익편복 (無翼蝙蝠) - 고사
1981년 분고루 (粉骷髏) - 원작
1981년 흑석척 (黑蜥蜴) - 고사
1983년 대협심승의 (大俠沈勝衣) - 고사
1983년 천잠변 (天蠶變) - 고사
1983년 수정인 (水晶人) - 고사, 극본
1983년 요혼 (妖魂) - 고사
1984년 포의신상 (布衣神相) - 고사
1984년 홍권비급령 (洪拳大師) - 극본
1985년 강시선생 (殭屍先生) - 고사
1985년 막착골 (摸錯骨) - 고사, 감독, 극본
1985년 시래운전 (時來運轉) - 극본
1986년 유민영웅 (流氓英雄) - 극본
1986년 첨밀 16세 (甜蜜十六歲) - 극본
1986년 모산학당 (茅山學堂) - 감독, 극본
1986년 강시번생 (殭屍翻生) - 극본
1987년 마고일장 (魔高一丈) - 감독, 극본
1987년 의본무언 (義本無言) - 극본
1990년 도왕 (賭王) - 극본
1990년 소오강호 (笑傲江湖) - 극본
1991년 강시지존 (彊屍至尊) - 주연, 연출, 출품

## 작품
<천잠변 (天蠶變)>
<천잠재변 (天蠶再變)>
<대협심승의 (大俠沈勝衣)>